# 아시노마키온센역
아시노마키온센역(일본어: 芦ノ牧温泉駅)은 일본 후쿠시마현 아이즈와카마쓰시에 있는 아이즈 철도 아이즈 선의 역이다.

## 역사
- 1927년 11월 1일: 국철 아이즈 선 위 가미미요리역(일본어: 上三寄駅)으로 영업 개시.
- 1971년 8월 29일: 출구 개표 업무 폐지, 운전 요원만 배치됨.
- 1987년
  - 4월 1일: 일본 철도 민영화에 의하여 동일본여객철도(JR 동일본)에 승계됨.
  - 7월 16일: 아이즈 철도로의 전환과 동시에 아시노마키온센역으로 역명 변경.
- 2008년 4월 24일: 명예 역장에 고양이 "버스"의 취임.
- 2012년
  - 6월 3일: 히타치나카 해안 철도의 나카미나토 역과 자매역의 제휴를 맺음.
  - 7월: 역사 좌측에 "아이즈 철도 신사"가 창건됨.
- 2015년 12월 24일: 버스가 명예 역장에서 퇴임하고 고양이 "러브"가 새로 취임됨. 역사에서 "교대식"이 열림.
- 2016년 4월 22일: 선대 명예 역장의 "버스" 노환으로 인한 영면.

## 역 구조
상대식 승강장 2면 2선의 지상역이다. 역사는 하행 승강장 측에 있고 상하행 승강장은 아이즈와카마쓰 방향 끝의 구내 건널목에서 연결되어 있다. 간이 위탁역이다.
오카와다무코엔 방향의 측선에 광차 차량 "AT-301"이 정태 보존되어 있다.

### 승강장
| 승강장 | 노선        | 방향 | 행선                                  |
| ------ | ----------- | ---- | ------------------------------------- |
| 역사쪽 | ■ 아이즈 선 | 하행 | 아이즈타지마・아이즈코겐오제구치 방면 |
| 반대쪽 | ■ 아이즈 선 | 상행 | 아이즈와카마쓰・기타카타 방면         |

## 역 주변
역전에는 구역명인 가미미요리역의 역명판이 있다.
- 아이즈와카마쓰 시 관공서 오토 시민 센터
- 아이즈와카마쓰 시립대 오토 중학교
- 가미미요리 우체국
- 후쿠시마 현도 213호 아시노마키온센 정차장선
- 아시노마키 온천 - 국도 제118호선의 가미미요리 정류장에서 아이즈 버스로 15분.

## 사진

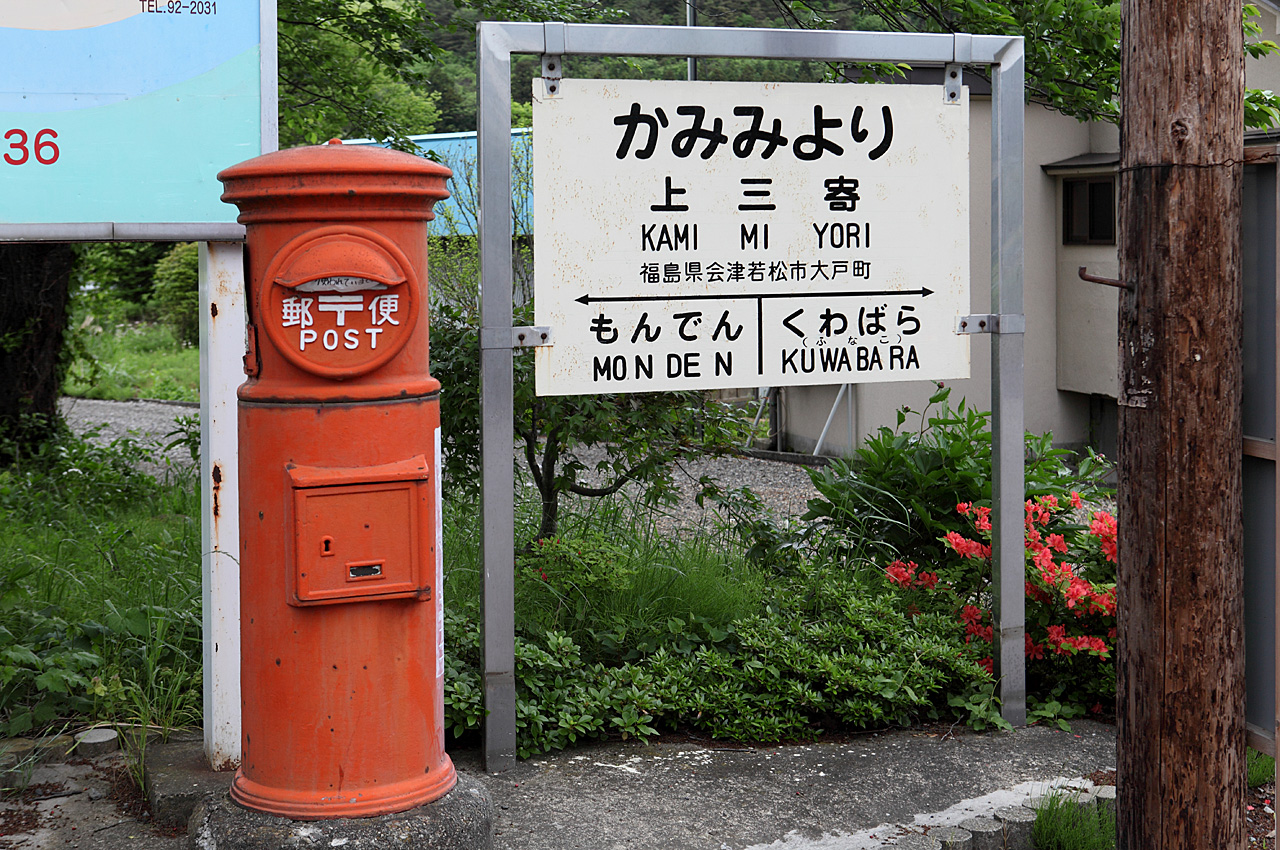
가미미요리 역 시절의 역명판
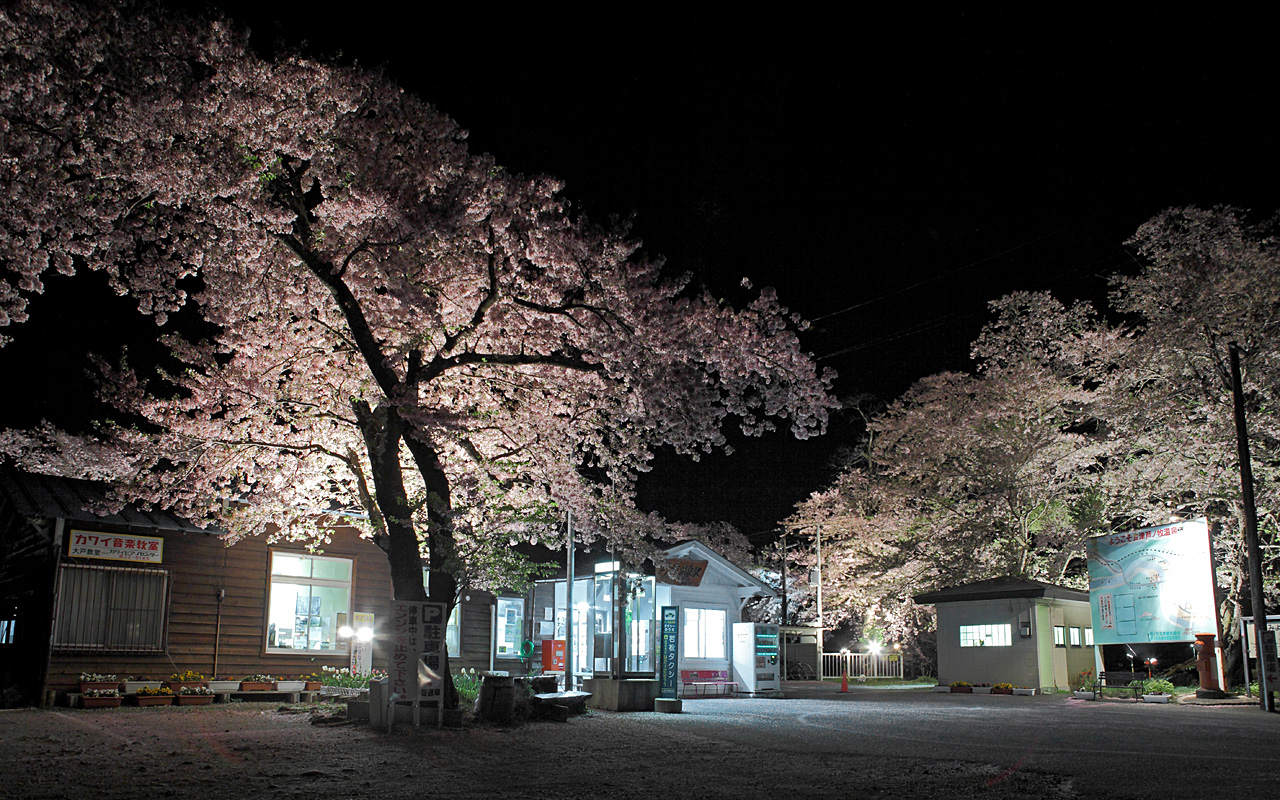
역전 야경

## 인접역
| 아이즈 철도 ■ 아이즈 선        | 아이즈 철도 ■ 아이즈 선                                 | 아이즈 철도 ■ 아이즈 선                |
| ------------------------------ | ------------------------------------------------------- | -------------------------------------- |
| 니시와카마쓰 니시와카마쓰 방면 | □ 쾌속 "AIZU 마운트 익스프레스"(1호) □ 쾌속 "릴레이 호" | 유노카미온센 아이즈코겐오제구치 방면   |
| 아마야 니시와카마쓰 방면       | □ 쾌속 "AIZU 마운트 익스프레스"(1호 이외) ■ 보통        | 오카와다무코엔 아이즈코겐오제구치 방면 |